# Liste der Stolpersteine in Hamburg-Alsterdorf
Die Liste der Stolpersteine in Hamburg-Alsterdorf enthält alle Stolpersteine, die im Rahmen des gleichnamigen Kunst-Projekts von Gunter Demnig in Hamburg-Alsterdorf verlegt wurden. Mit ihnen soll Opfern des Nationalsozialismus gedacht werden, die in Hamburg-Alsterdorf lebten und wirkten.
Diese Seite ist Teil der Liste der Stolpersteine in Hamburg, da diese mit insgesamt 7276 (Stand: Juli 2025) Steinen zu groß würde und deshalb je Stadtteil, in dem Steine verlegt wurden, eine Seite angelegt wurde.
| Adresse                                            | Person(en)                | Inschrift | Bild                                       | Anmerkung                                                                                     |
| -------------------------------------------------- | ------------------------- | --- | ------------------------------------------ | --------------------------------------------------------------------------------------------- |
| Alsterdorfer Straße 186 ·                          | August Hein               | Hier wohnte August Hein Jg. 1888 im Widerstand/SPD ab 1933 mehrmals in ‚Schutzhaft‘ tot 8. Feb. 1944 Aschaffenburg                                                                | Stolperstein für August Hein               | Eintrag auf stolpersteine-hamburg.de                                                          |
| Feuerbergstraße 43 ·                               | Karl-Heinz Dohrmann       | Karl-Heinz Dohrmann Jg. 1937 untergebracht 1940 Kinderheim Feuerbergstr. Alsterdorfer Anstalten ‚verlegt‘ 7.8.1943 Heilanstalt Eichberg ‚Kinderfachabteilung‘ ermordet 12.10.1943 | Stolperstein für Karl-Heinz Dohrmann       | Eintrag auf stolpersteine-hamburg.de                                                          |
| Feuerbergstraße 43 ·                               | Anna-Maria Tomassetti     | Anna-Maria Tomassetti geb. 15.3.1945 untergebracht Kinderheim Feuerbergstr. Kinderkrankenhaus Blankenese Mangelernährung tot 1.10.1945                                            | Stolperstein für Anna-Maria Tomassetti     | Eintrag auf stolpersteine-hamburg.de                                                          |
| Heilholtkamp 21 ·                                  | Käthe Consentius          | Hier wohnte Käthe Consentius Jg. 1912 eingewiesen 1931 Alsterdorfer Anstalten Heilanstalt Langenhorn ‚verlegt‘ 5.11.1943 Meseritz-Obrawalde ermordet 5.11.1943                    | Stolperstein für Käthe Consentius          | Eintrag auf stolpersteine-hamburg.de                                                          |
| Traute-Lafrenz-Straße 111 (eh. Hindenburgstraße) · | Hedwig Wohlwill geb. Dehn | Hier wohnte Hedwig Wohlwill geb. Dehn Jg. 1877 deportiert 1942 Theresienstadt tot an Haftfolgen 3.7.1948                                                                          | Stolperstein für Hedwig Wohlwill geb. Dehn | Eintrag auf stolpersteine-hamburg.de                                                          |
| Traute-Lafrenz-Straße 111 (eh. Hindenburgstraße) · | Heinrich Wohlwill         | Hier wohnte Dr. Heinrich Wohlwill Jg. 1874 deportiert 1942 Theresienstadt ermordet 31.1.1943                                                                                      | Stolperstein für Dr. Heinrich Wohlwill     | Eintrag auf stolpersteine-hamburg.de Weitere Stolpersteine befinden sich in Hamburg-Altstadt. |

## Stolperschwelle

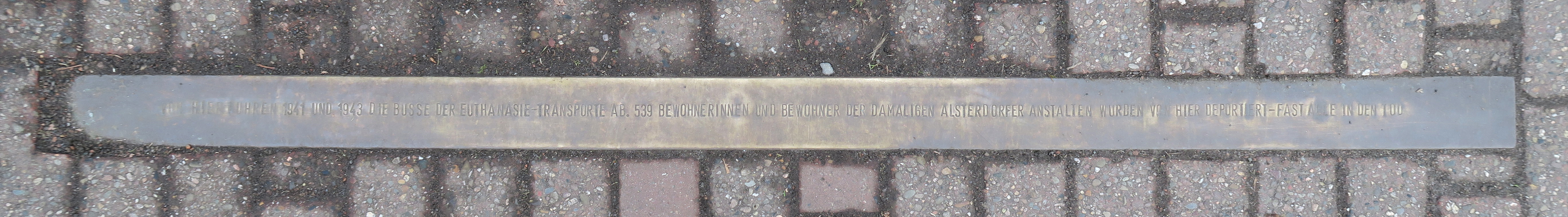
Stolperschwelle in Alsterdorf

Außerdem wurde in Alsterdorf eine Stolperschwelle verlegt (Lage), die bis 2021 einzige in Hamburg. Sie trägt die Inschrift 

„Von hier fuhren 1941 und 1943 die Busse der Euthanasie-Transporte ab. 539 Bewohnerinnen und Bewohner der damaligen Alsterdorfer Anstalten wurden von hier deportiert – fast alle in den Tod“